# An-Nil-al-azraq-Brücke
Die an-Nil-al-azraq-Brücke (arabisch كوبرى النيل الأزرق; englisch Blue Nile road & Railway Bridge; auch Blauer-Nil-Brücke) ist eine Stahl-Fachwerk-Bogenbrücke für den Schienen- und Autoverkehr im Sudan und die älteste Brücke des Ballungsraumes al-Chartum.
Sie wurde von 1907 bis 1909 von der Cleveland Bridge & Engineering Co. erbaut, um die Landwirtschaftsgebiete der Dschazira-Ebene mit dem Tiefseehafen Bur Sudan am Roten Meer zu verbinden.
Die Brücke verbindet Khartum über den Blauen Nil mit al-Chartum Bahri und liegt in unmittelbarer Nähe der Universität Khartum. Sie ist insgesamt 518 m lang, hatte ein Schienengleis und zwei zusammen 6,5 m breite Fahrbahnen für den Autoverkehr, wird aber nur noch für den Autoverkehr benutzt. Sie besteht aus sieben Fachwerkträgern mit Spannweiten von je 66,6 m und einer Klappbrücke am nördlichen Ende von 34 m Spannweite.
Zu ihrer Entlastung wurde im Oktober 2007 etwa ein Kilometer westlich im Zentrum Khartums die neue Al-Mak-Nimir-Brücke eingeweiht. Eine dritte Brücke von Khartum über den Blauen Nil nach Bahri ist die 2009 fertiggestellte Tuti-Brücke, die in zwei Abschnitten über die Tuti-Insel führt.